# 棒足
棒足（ぼうあし）は、主として株価のテクニカル分析において使用される指標。

## 概要
一日、一週間、一ヶ月などの一定期間の高値と安値との間を棒線で繋いで描いたもの。
止め足・星足の進化系とも言えるもので、相場の上下の方向だけでなく、値動きの振れ幅の大きさも判別できる。
この振れ幅が大きい時は相場が活況である事を示し、小さい時は市場参加者が手を引いて不況である事を意味する。
高値・安値が同値の場合は触れ幅が無いので、・で表記する。

## 価格以外の用途
棒足は最高値と最低値を示すものであることから血圧等を示すグラフ作成に使われることもある。